# فرانکینگ، اتریش
فرانکینگ  (به آلمانی: Franking) یک منطقهٔ مسکونی در اتریش است که در برونو آم این واقع شده‌است. فرانکینگ  ۱۰٫۴۴ کیلومتر مربع مساحت دارد ۴۵۷ متر بالاتر از سطح دریا واقع شده‌است.